# Гнойно (гмина Константынув)
Гнойно (пол. Gnojno) — деревня в Польше, в Люблинском воеводстве, Бяльском повете, гмине Константынув. Население 131 человек (2011).
Ближайшие населённые пункты: Немиров (1,3 км), Антолин (1,8 км), Стары Бубель (2,4 км), Борсуки (4,1 км), Бубель — Луковиска (4,4 км), Бубель — Гранна (4,6 км), Семятыче (26,2 км), Бяла-Подляска (26,3 км), Лосице (30,7 км.), Дрохичин (36,7 км), Тересполь (38,0 км), Морды (44,1 км).

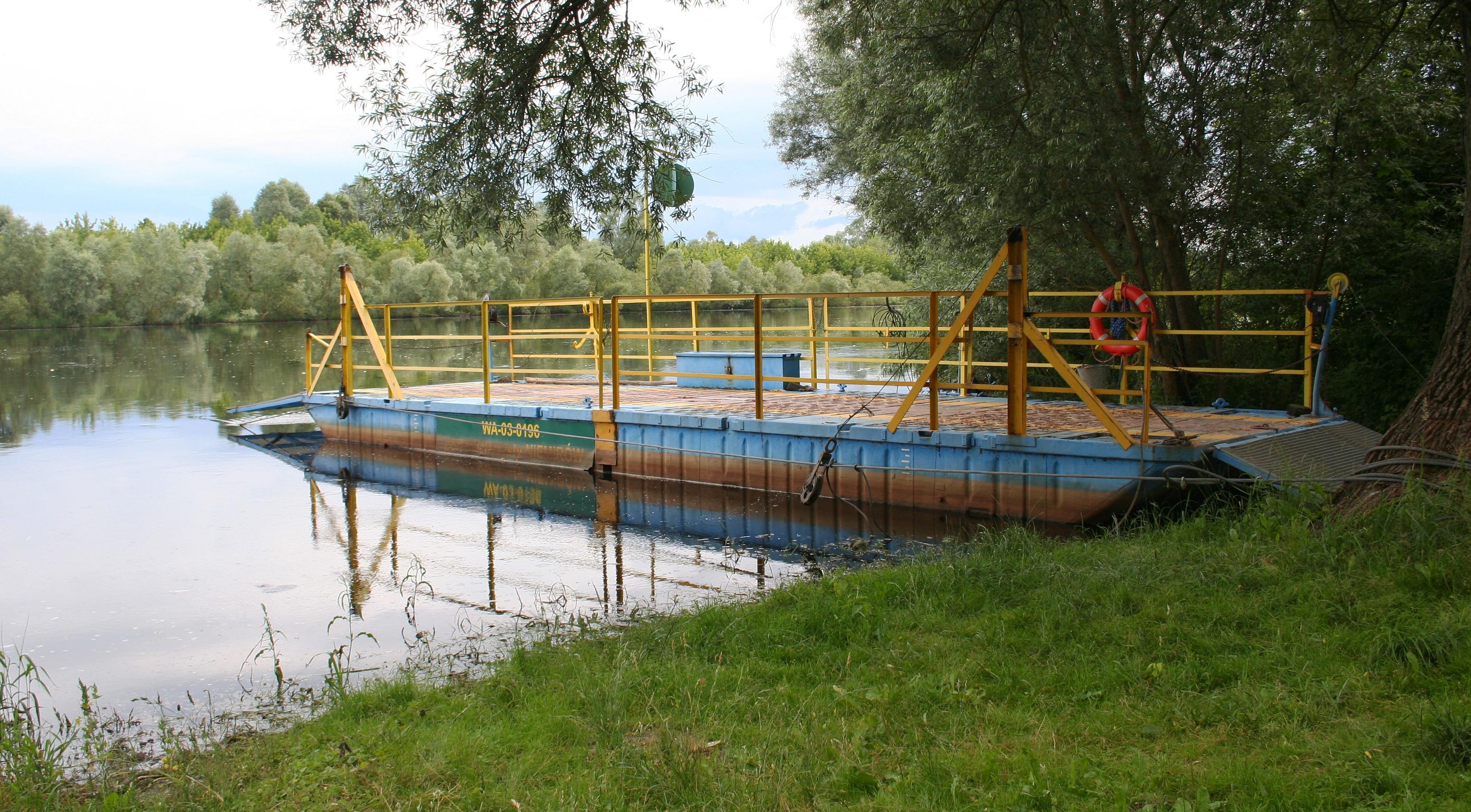
Паром на реке Буг между селом Гнойно и городом Немиров. 2009 год

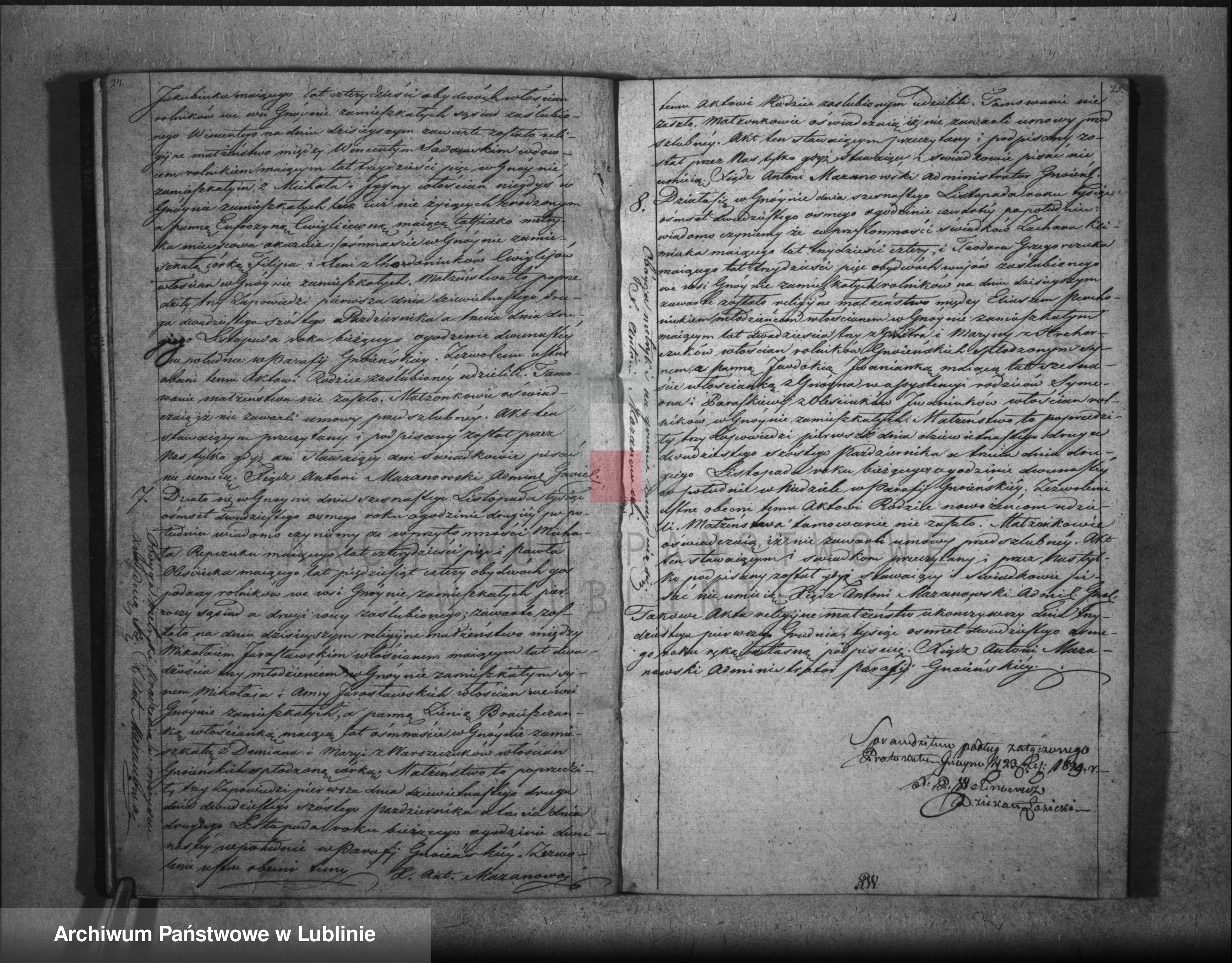
Записи в метрической книге прихода Гнойно, сделанные священником Антонием Мазановским в 1828 году

Гнойно — самая северная деревня в Люблинском воеводстве. Она расположена недалеко от реки Буг, напротив города Немирова, до которого можно добраться на речном пароме. Это последний паромный переезд на Буге до белорусской границы (ближайший железнодорожный мост находится в Фронолуве, а автомобильный в Козках, удаленный более чем на 25 км). Деревня находится на границе между Люблинским и Подляским воеводствами. Гнойно имеет местное туристическое значение. Есть кемпинги, туристический приют и смотровая площадка на вершине откоса, вымытого Бугом. В этом районе были сняты кадры фильмов «Над Неманом» и «Дьяволы, дьяволы».
В Гнойно находится историческая церковь св. Антония, возведённая в 1880—1883 годах как православный храм св. Параскевы. Здание перешло в руки католической церкви после перемещения украинского православного населения в 1947 году. В Гнойно также есть православное кладбище с надгробиями 19 века.

## История
Король Польши Александр II Ягеллончик в 1503 году дал деревню Гнойно Миколаю Немире по имени Гржималич герба Годзава, наместнику Мельницкому и Дорогицкому. В то время деревня принадлежала приходу Мельник. Следующими владельцами Гнойно были потомки Нимиры Гржималыча: его сын Збожный-Адакт, королевский придворный, наследник Дражнева и Кобыльчиц, внук — Станислав Нимира герба Гоздава, стольник Подляский, владелец Остромечина, Камёнки и Нивиц, а также правнук Иероним (Ярош) Немира, ловчий подляский. Им также приписывают строительство здесь православной церкви св. Пятницы. Это подтверждается документом от 25 мая 1592 года, в котором вышеупомянутый Иероним (Ярош) Нимира обязал жителей Гнойно, Нивича и Вулки платить десятину. Священником был отец Трофим Вержбицкий.
В 1633 году на месте старой церкви была возведена новая деревянная униатская церковь святой Пракседы Мнишки, за счёт местных жителей и сына вышеупомянутого Иеронима (Яроша) — Станислава Немиры, каштеляна Подляского и его второй жены, Евы из Олексува Гневошовны. 13 мая 1633 года они подтвердили более ранние привилегии и передали приходскому священнику Дмитрию Вержбицкому две волоки земли с озером Топилец, луга Завотняние и Калинник, два сада в Гнойно, дом, усадьбу и другие привилегии.
В 1662 году священник Гнойненской церкви Дмитрий Вержба представил реестр жителей деревни для акта Мельницкого воеводства, согласно которому в деревне проживало 53 человека.
В 1662—1674 годах деревня и поместье Гнойно были присоединены к усадьбе Козерады (с 1744 года Константынув). Их следующий владельцем был Кароль Юзеф Гиацинт Седльницкий, герба Одровонж, староста Мельницкий, а затем воевода Подляский. В 1726 году он был покровителем храма униатов в Гнойно, а в 1734 году воздвиг ещё один деревянный храм святой Пракседы.
Нынешняя кирпичная церковь в византийском стиле была возведена православными в 1875 году на месте демонтированного по приказу царского правительства деревянного униатского храма. Приход униатов просуществовал до 1875 года. Его последним священником был отец Антоний Мазановский, похороненный рядом с нынешней церковью.
После Второй мировой войны православное население и православный священник уехали в Советский Союз. В Гнойно приехали репатрианты — католики из Пинской епархии.

## Население
В 1827 году в Гнойно было 39 дворов и 389 жителей.
В 2011 году в селе Гнойно проживал 131 житель, из которых 47,3 % женщины и 52,7 % мужчины. В 1998—2011 годах численность населения уменьшилась на 18,6 %.
В селе Гнойно 54,2 % жителей в трудоспособном возрасте, 21,4 % дети и подростки, 24,4 % пенсионеры. На 100 человек в трудоспособном возрасте приходится 84,5 человека в нетрудоспособном возрасте.

## Климат
Июль является самым тёплым месяцем года. Средняя температура в июле 18,4 °C. Январь является самым холодным месяцем со средней температурой −3,7 °C.
| Температура воздуха в селе Гнойно |      |      |      |       |       |       |       |       |       |       |      |      |
| Месяц                             | Янв  | Фев  | Март | Апр   | Май   | Июнь  | Июль  | Авг   | Сен   | Окт   | Нояб | Дек  |
| Средняя температура (°C)          | -3,7 | -4,1 | +0,4 | +7,7  | +13,1 | +17,0 | +18,4 | +17,6 | +13,0 | +8,0  | +2,5 | -1,3 |
| Минимальная температура (°C)      | -6,6 | -7,2 | -3,3 | +2,8  | +7,6  | +11,5 | +13,0 | +12,2 | +8,1  | +4,0  | 0,1  | -3,7 |
| Максимальная температура (°C)     | -0,8 | -0,9 | +4,2 | +12,7 | +18,7 | +22,5 | +23,9 | +23,0 | +17,9 | +12,0 | +5,0 | +1,1 |

## Галерея

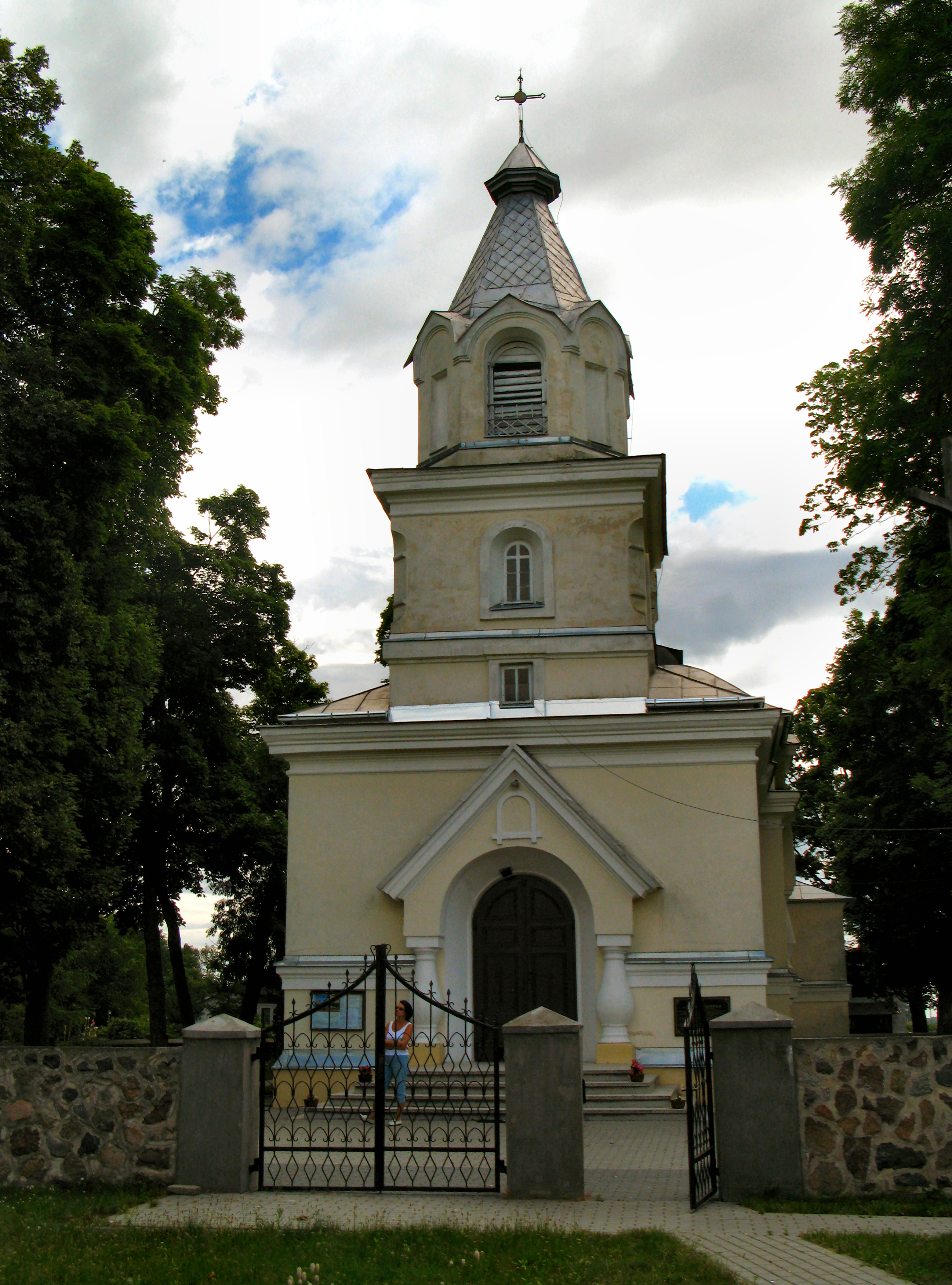
Римско-католический костел Антония Падевского в Гнойно
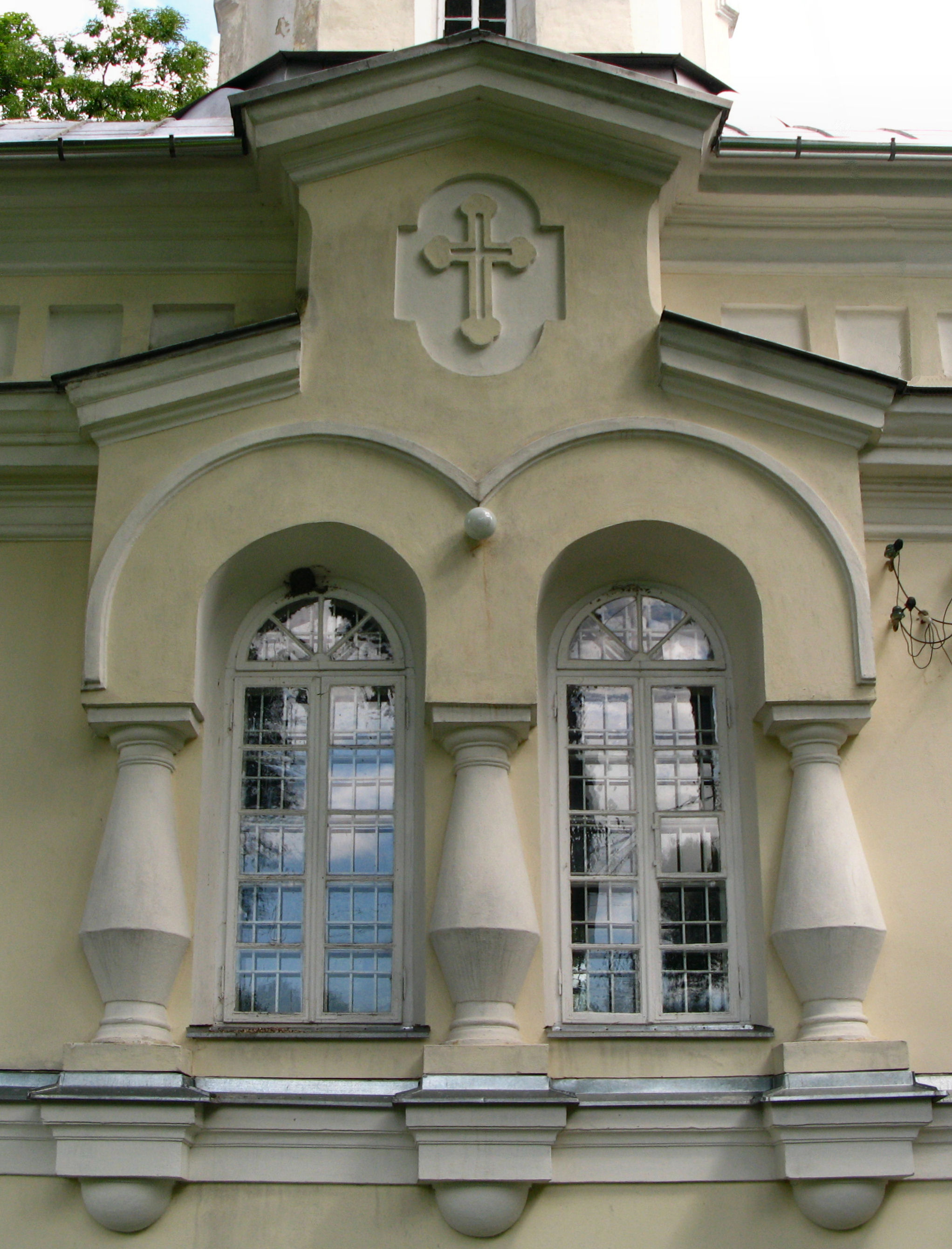
Римско-католический костел Антония Падевского в Гнойно
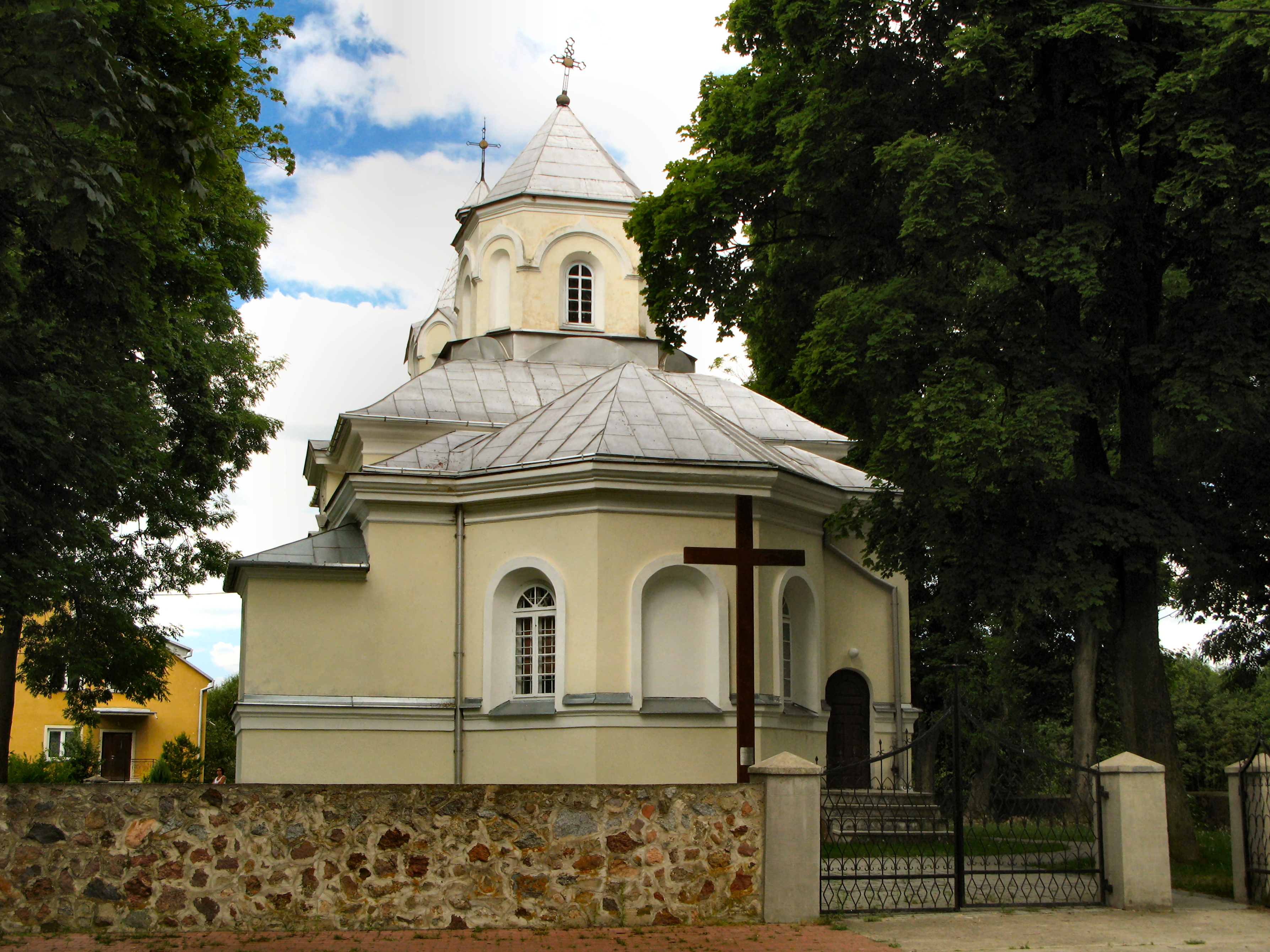
Римско-католический костел Антония Падевского в Гнойно
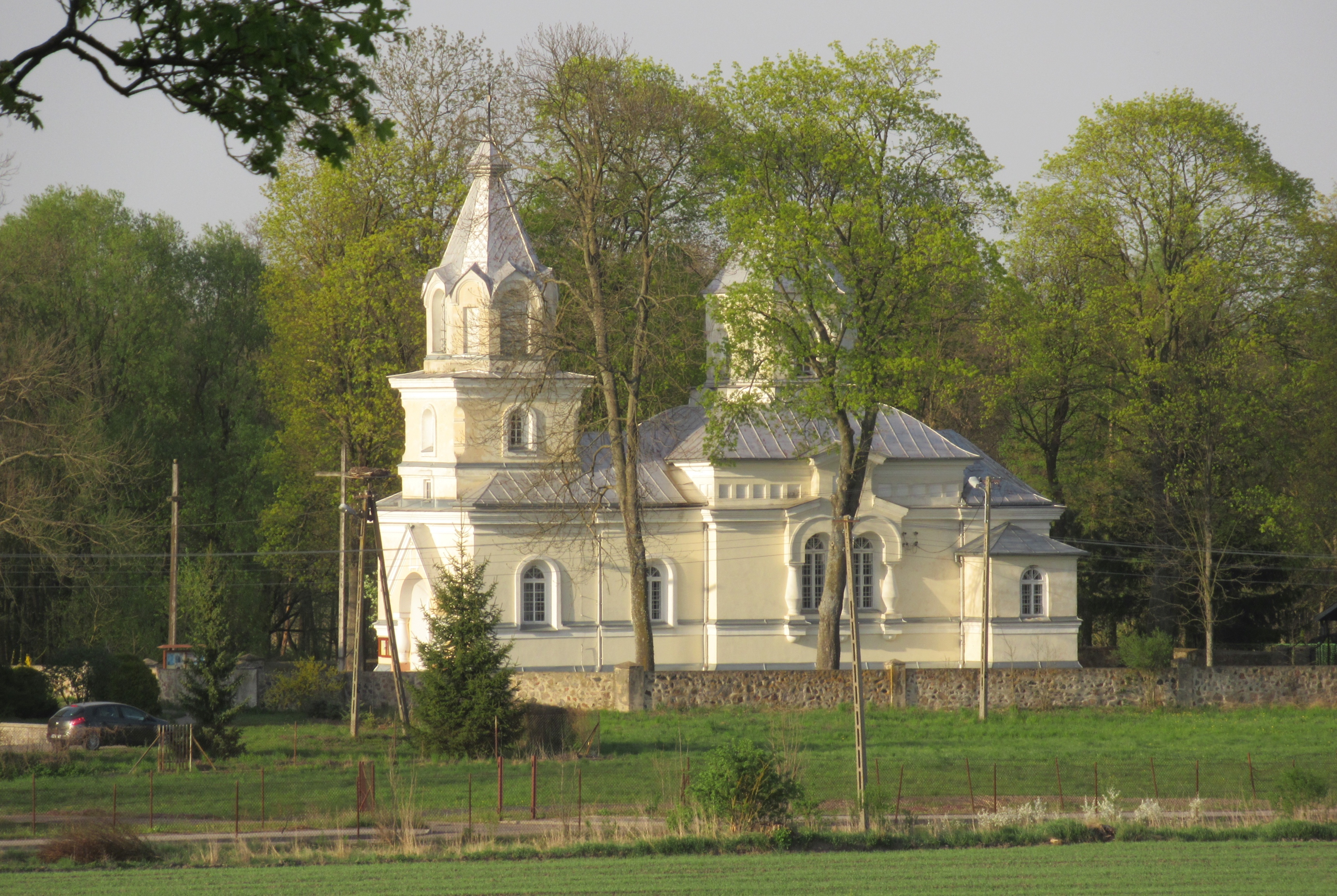
Римско-католический костел Антония Падевского в Гнойно
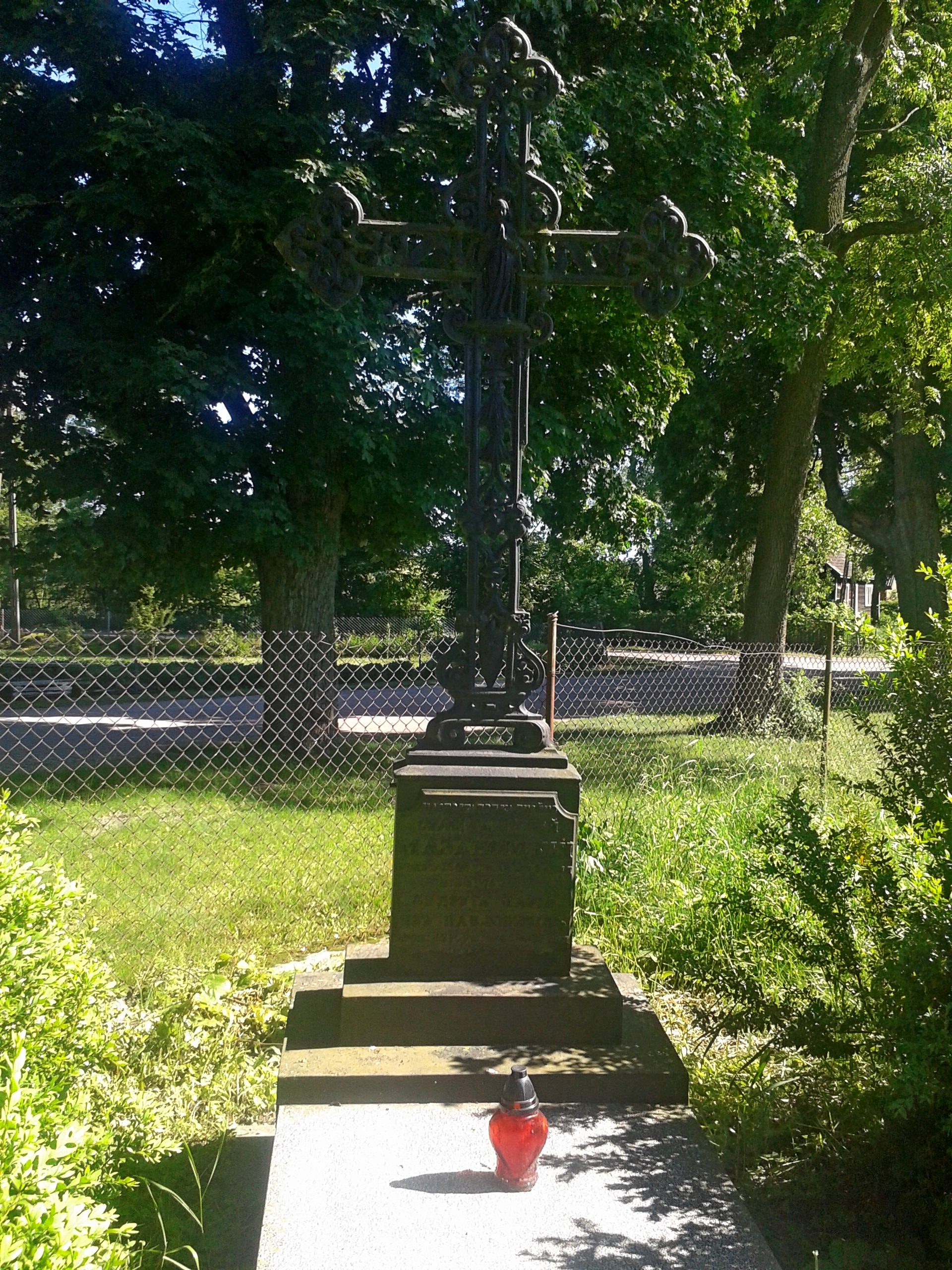
Могила униатского священника Антония Мазановского в Гнойно
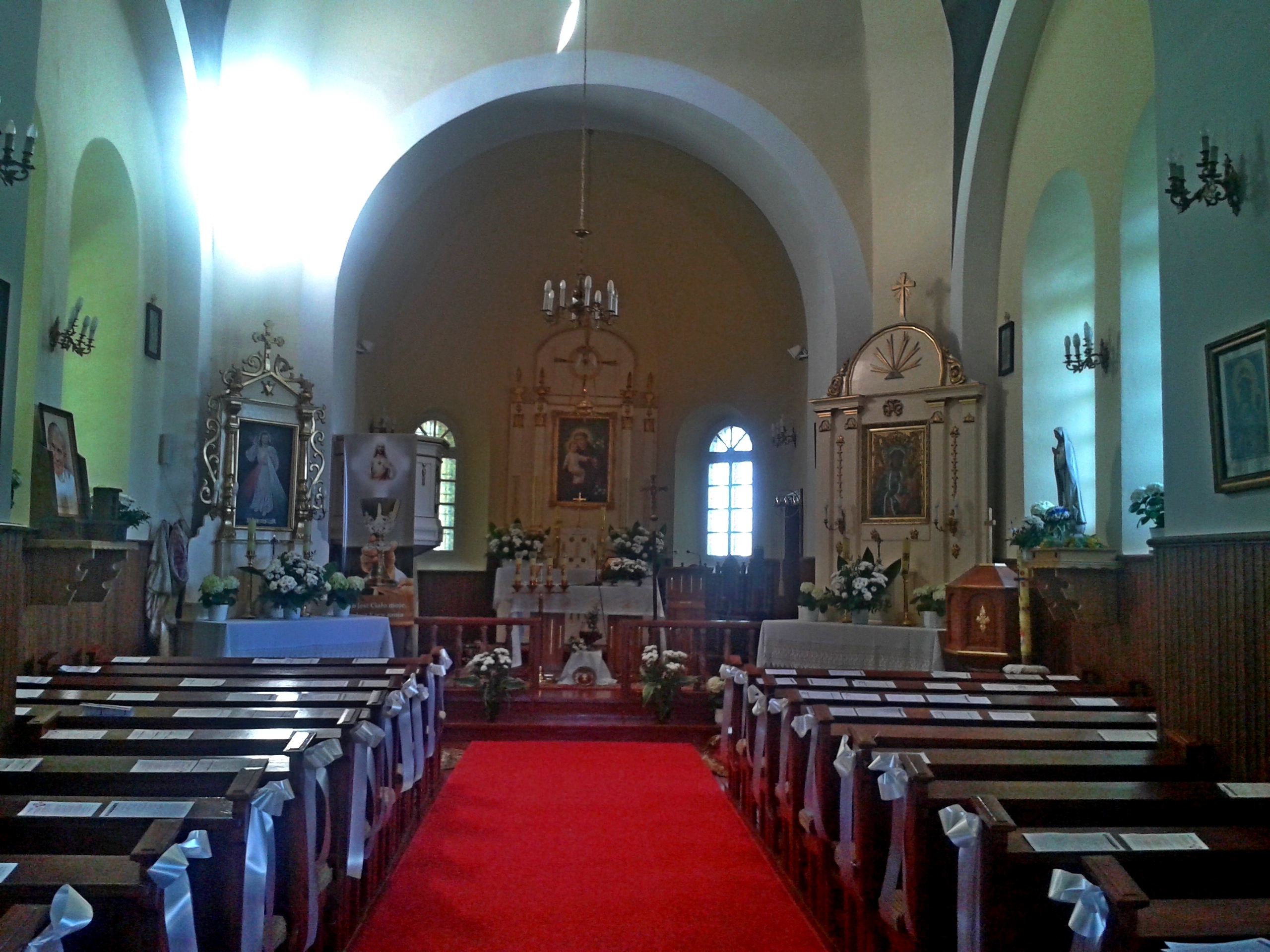
Внутри костела в Гнойно
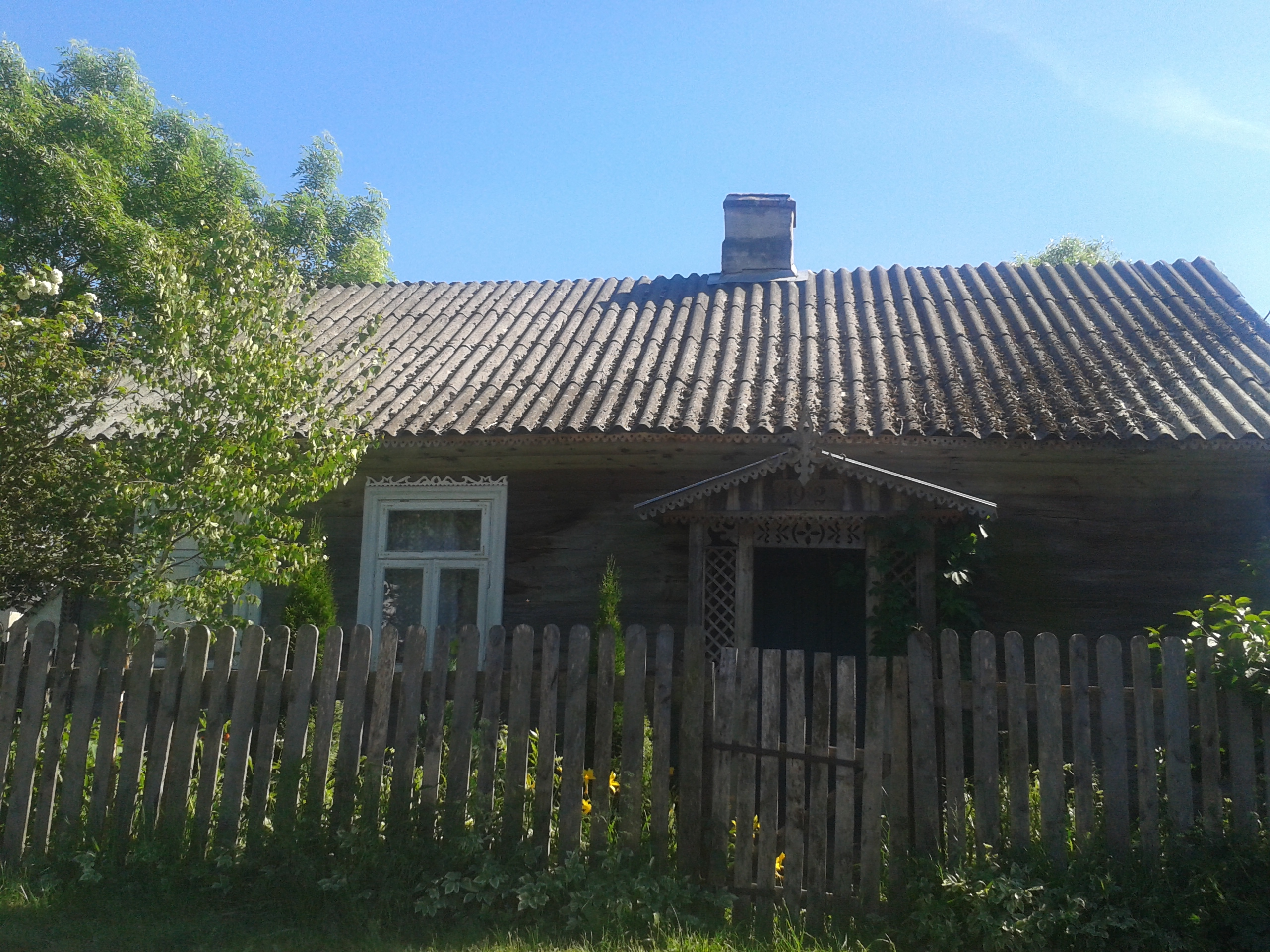
Деревянное здание в Гнойно
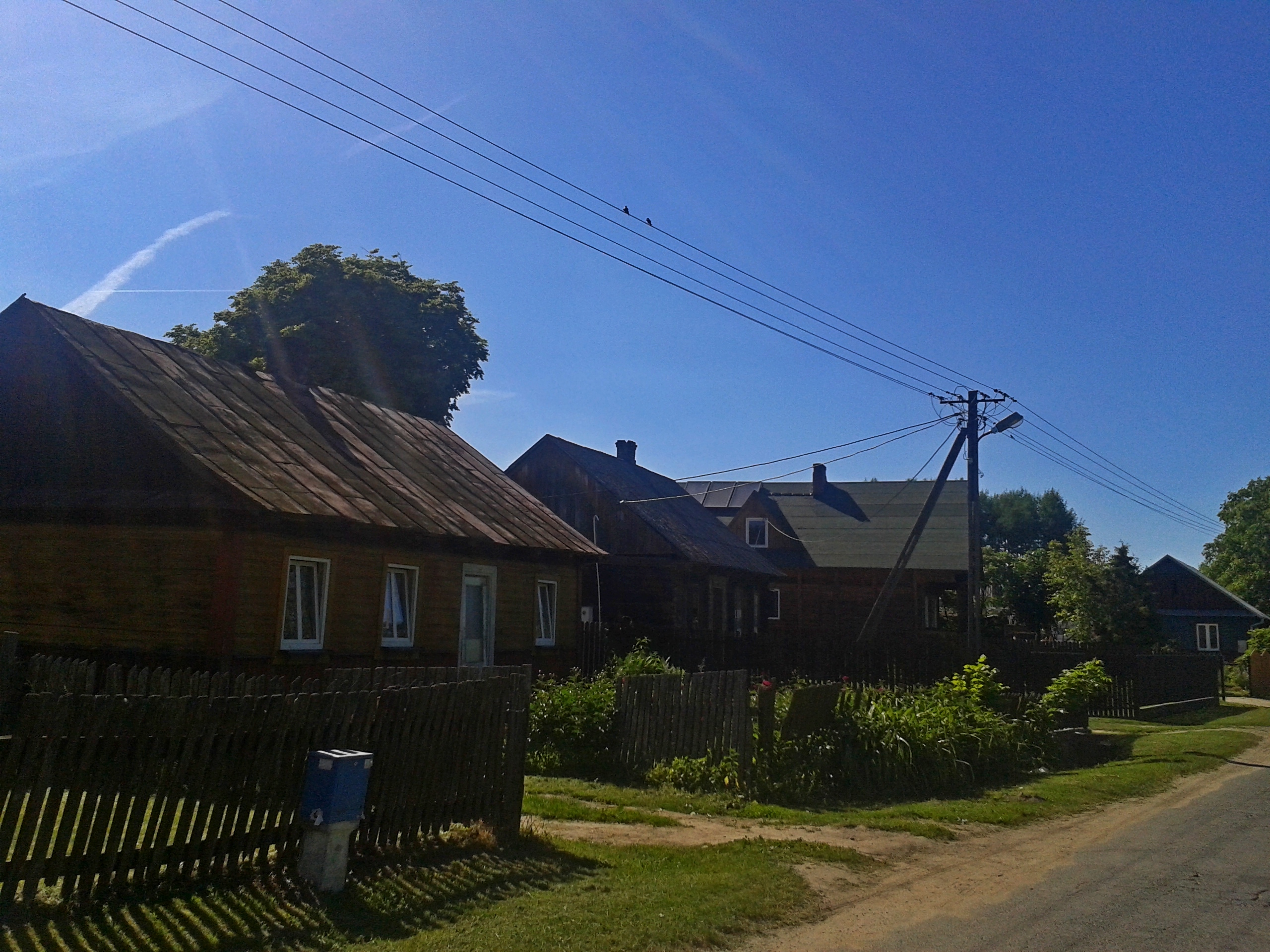
Улица в Гнойно
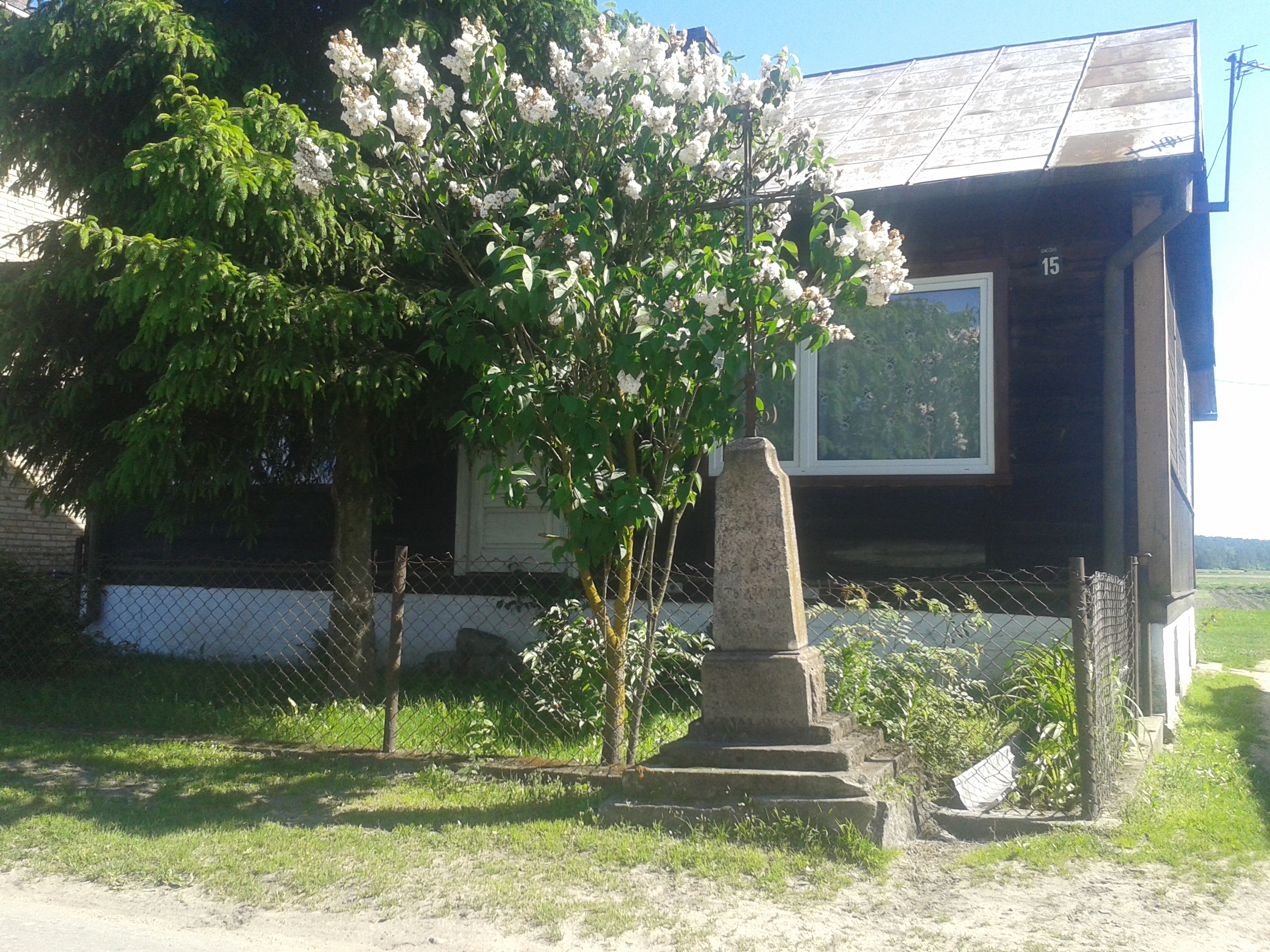
Церковно-славянский крест в Гнойно
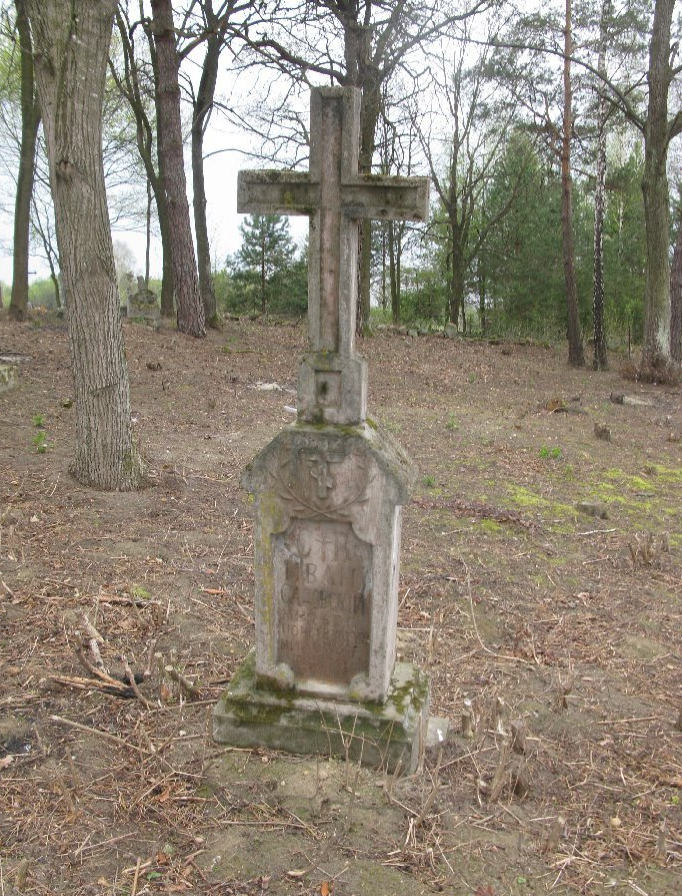
Православное кладбище в Гнойно. Могила Ивана Андреевича Садовского